# Ché (band)
Ché is een voormalige stonerrockband opgericht door oud-Kyussdrummer Brant Bjork. De band maakte deel uit van de Palm Desert Scene.

## Geschiedenis
Nadat Bjork uit Fu Manchu was gestapt, Dinsmore bij Unida was gestopt en Hernandez als drummer bij Queens of the Stone Age was gestopt, hadden deze drie muzikanten genoeg tijd en vonden ze elkaar. Dinsmore en Bjork waren ooit huisgenoten maar hadden nog nooit samen in een band gespeeld. Oud-Kyuss- en Fu Manchu-drummer Bjork wilde graag de gitaarpartijen op zich nemen en Dinsmore de bas. De twee vroegen Hernandez als drummer erbij om te jammen. Dit deden ze twee of drie dagen per week.
Frank Kozik (de eigenaar van Man's Ruin Records) hoorde het gerucht dat Hernandez, Dinsmore en Bjork muziekmateriaal aan het maken waren. Doordat Bjork zijn eerste soloplaat Jalamanta uitkwam via Man's Ruin Records, was het contact snel gelegd. Het duurde drie dagen om het album af te krijgen. Volgens Bjork was het in één weekend gedaan.
Brant Bjork speelt met zijn andere band Brant Bjork and the Bros regelmatig nummers van Ché tijdens liveshows. Drummer Alfredo Hernández speelt soms mee als gast tijdens het spelen van een van de nummers.

## Discografie
- 2000: Sounds of Liberation

## Bandleden
- Brant Bjork - zang, gitaar
- Dave Dinsmore - Basgitaar
- Alfredo Hernández - drums